# Thoracispa
Thoracispa es un género de escarabajos  de la familia Chrysomelidae. En 1875 Chapuis describió el género. Contiene las siguientes especies:
- Thoracispa brunni (Weise, 1904)
- Thoracispa dregei (Chapuis, 1875)
- Thoracispa hessei (Uhmann, 1934)